# FTTP
FTTP es un acrónimo de telecomunicaciones que significa fibra óptica hasta las instalaciones (del inglés Fiber To The Premises).
La fibra óptica hasta las instalaciones FTTP se refiere a un tipo de tecnología de telecomunicaciones donde se utilizan cables de fibra óptica para conectar el equipo de distribución que se encuentra más cercano al usuario destinatario de la conexión directamente a la red principal de telecomunicaciones.
La diferencia entre  FTTP  y  FTTH  (Fiber To The Home) radica en que la conexión FTTH tiene un alcance directo hasta el espacio físico donde se encuentra el destinatario final de la conexión (hogar, negocio, etc.) mientras que la conexión de tipo FTTP se realiza hasta "el equipo distribuidor más cercano" al destinatario, llegando hasta el lugar físico donde se encuentra el destinatario de la conexión por otros medios como pueden ser cable coaxial o par trenzado de cobre, entre otros.
Los sistemas de fibra óptica se han usado en las redes de telecomunicaciones durante años, pero principalmente en las partes de larga distancia o interurbanas, además de conectar a algunos grandes clientes y empresas con grandes necesidades de transferencias de datos.